# Prêmio de interpretação feminina (Festival de Cannes)
O Prix d'interprétation féminine (em português:  Prêmio de interpretação feminina), também conhecido como Palma de Ouro de Melhor Atriz, é um dos prêmios atribuídos pelo júri da seção oficial do Festival de Cinema de Cannes. O festival foi idealizado em 1939 por iniciativa de Jean Zay, ministro francês da Instrução Pública e das Belas Artes. A primeira edição ocorreu em 1946 e, desde então reúne grandes nomes da sétima arte no balneário francês de Cannes, localizado na Côte d'Azur, a Riviera Francesa. É o mais prestigiado evento de cinema do mundo.
O Prix d'interprétation féminine é dedicado a melhor atuação feminina dos filmes em competição pela Palma de Ouro, sendo entregue desde a primeira edição, quando a francesa Michèle Morgan recebeu o galardão, aos 26 anos de idade, por seu papel em La Symphonie Pastorale. Esta premiação já registrou um grande número de empates; muitos pelo mesmo filme. Em 1981, a francesa Isabelle Adjani conseguiu a façanha de empatar com ela mesma, conquistando, assim, dois prêmios numa única edição. Outras quatro atrizes saíram vencedoras em mais de uma ocasião: Vanessa Redgrave (1966 e 1969), Isabelle Huppert (1978 e 2001), Helen Mirren (1984 e 1995) e Barbara Hershey (1987 e 1988), sendo que esta última é a única a levar o prêmio por dois anos consecutivos. A inglesa Jodhi May foi a atriz mais nova a receber a honraria, aos 12 anos, por sua atuação em A World Apart (1988). As norte-americanas são as mais galardoadas (21 vitórias), seguidas pelas anfitriãs francesas (17). O cinema lusófono esteve representado pelo trabalho de duas brasileiras: Fernanda Torres que conquistou o juri de Cannes em 1986, por Eu Sei Que Vou Te Amar, dividindo o prêmio com a alemã Barbara Sukowa, por Die Geduld der Rosa Luxemburg; e Sandra Corveloni, que consagrou-se vencedora do evento de 2008, por seu papel em Linha de Passe.
Nadia Melliti é a mai recente vencedora nesta categoria por seu papel em La Petite Dernière no 78º Festival de Cinema de Cannes em 2025.

## Vencedoras
Abaixo, as atrizes premiadas com o Prix d'interprétation féminine:
Legenda
- "†" Atuação vencedora do Oscar
- "‡" Atuação indicada para o Oscar

| Ano (edição)      | Vencedora(s)                                                                             | Papel                                                                     | Filme                                                                     |  |
| ----------------- | ---------------------------------------------------------------------------------------- | ------------------------------------------------------------------------- | ------------------------------------------------------------------------- |  |
| 1946 (1ª edição)  | Michèle Morgan                                                                           | Gertrude                                                                  | La Symphonie Pastorale                                                    |  |
| 1947 (2ª edição)  | Prêmio não entregue                                                                      | Prêmio não entregue                                                       | Prêmio não entregue                                                       |  |
| 1949 (3ª edição)  | Isa Miranda                                                                              | Marta Manfredini                                                          | Au-delà des grilles                                                       |  |
| 1951 (4ª edição)  | Bette Davis                                                                              | Margo Channing ‡                                                          | All About Eve                                                             |  |
| 1952 (5ª edição)  | Lee Grant                                                                                | The Shoplifter ‡                                                          | Detective Story                                                           |  |
| 1953 (6ª edição)  | Shirley Booth                                                                            | Lola Delaney †                                                            | Come Back, Little Sheba                                                   |  |
| 1954 (7ª edição)  | Prêmio não entregue                                                                      | Prêmio não entregue                                                       | Prêmio não entregue                                                       |  |
| 1955 (8ª edição)  | Todo o elenco                                                                            | —                                                                         | Bolshaya Semya                                                            |  |
| 1956 (9ª edição)  | Susan Hayward                                                                            | Lillian Roth ‡                                                            | I'll Cry Tomorrow                                                         |  |
| 1957 (10ª edição) | Giulietta Masina                                                                         | Maria "Cabiria" Ceccarelli                                                | Le notti di Cabiria                                                       |  |
| 1958 (11ª edição) | Empate Bibi Andersson Eva Dahlbeck Barbro Hiort af Ornäs Ingrid Thulin                   | Stina Andersson Hjördis Petterson Nurse Brita Cecilia Ellius              | Nära livet                                                                |  |
| 1959 (12ª edição) | Simone Signoret                                                                          | Alice Aisgill †                                                           | Room at the Top                                                           |  |
| 1960 (13ª edição) | Empate Melina Mercouri Jeanne Moreau                                                     | Ilya ‡ Anne Desbarèdes                                                    | Never on Sunday Moderato cantabile                                        |  |
| 1961 (14ª edição) | Sophia Loren                                                                             | Cesira †                                                                  | La ciociara                                                               |  |
| 1962 (15ª edição) | Empate Rita Tushingham Katharine Hepburn                                                 | Josephine Mary Cavan Tyrone ‡                                             | A Taste of Honey Long Day's Journey into Night                            |  |
| 1963 (16ª edição) | Marina Vlady                                                                             | Regina                                                                    | L'ape regina                                                              |  |
| 1964 (17ª edição) | Anne Bancroft                                                                            | Jo Armitage                                                               | The Pumpkin Eater                                                         |  |
| 1965 (18ª edição) | Samantha Eggar                                                                           | Miranda Grey ‡                                                            | The Collector                                                             |  |
| 1966 (19ª edição) | Vanessa Redgrave                                                                         | Leonie Delt ‡                                                             | Morgan!                                                                   |  |
| 1967 (20ª edição) | Pia Degermark                                                                            | Elvira Madigan                                                            | Elvira Madigan                                                            |  |
| 1968 (21ª edição) | Festival interrompido antes da premiação                                                 | Festival interrompido antes da premiação                                  | Festival interrompido antes da premiação                                  |  |
| 1969 (22ª edição) | Vanessa Redgrave                                                                         | Isadora Duncan ‡                                                          | Isadora                                                                   |  |
| 1970 (23ª edição) | Ottavia Piccolo                                                                          | Ersilia                                                                   | Metello                                                                   |  |
| 1971 (24ª edição) | Kitty Winn                                                                               | Helen Reeves                                                              | The Panic in Needle Park                                                  |  |
| 1972 (25ª edição) | Susannah York                                                                            | Cathryn                                                                   | Images                                                                    |  |
| 1973 (26ª edição) | Joanne Woodward                                                                          | Beatrice Hunsdorfer                                                       | The Effect of Gamma Rays                                                  |  |
| 1974 (27ª edição) | Marie-José Nat                                                                           | Elle                                                                      | Les violons du bal                                                        |  |
| 1975 (28ª edição) | Valérie Perrine                                                                          | Honey Bruce ‡                                                             | Lenny                                                                     |  |
| 1976 (29ª edição) | Empate Dominique Sanda Mari Töröcsik                                                     | Irene Carelli Déryné                                                      | L'eredità Ferramonti Déryné, hol van?                                     |  |
| 1977 (30ª edição) | Empate Shelley Duvall Monique Mercure                                                    | Millie Rose-Aimee Martin                                                  | 3 Women J.A. Martin Photographe                                           |  |
| 1978 (31ª edição) | Empate Isabelle Huppert Jill Clayburgh                                                   | Violette Nozière Erica Benton ‡                                           | Violette Nozière An Unmarried Woman                                       |  |
| 1979 (32ª edição) | Sally Field                                                                              | Norma Rae Webster †                                                       | Norma Rae                                                                 |  |
| 1980 (33ª edição) | Anouk Aimée                                                                              | Marta Ponticelli                                                          | Salto nel vuoto                                                           |  |
| 1981 (34ª edição) | Isabelle Adjani                                                                          | Marya Zelli Anna/Helen                                                    | Quartet Possession                                                        |  |
| 1982 (35ª edição) | Jadwiga Jankowska-Cieslak                                                                | Eva Szalanczky                                                            | Egymásra nézve                                                            |  |
| 1983 (36ª edição) | Hanna Schygulla                                                                          | Eugenia                                                                   | Storia di Piera                                                           |  |
| 1984 (37ª edição) | Helen Mirren                                                                             | Marcella                                                                  | Cal                                                                       |  |
| 1985 (38ª edição) | Empate Norma Aleandro Cher                                                               | Alicia Ibáñez Florence "Rusty" Dennis                                     | La historia oficial Mask                                                  |  |
| 1986 (39ª edição) | Empate Barbara Sukowa Fernanda Torres                                                    | Rosa Luxemburg (Personagem sem nome)                                      | Die Geduld der Rosa Luxemburg Eu Sei Que Vou Te Amar                      |  |
| 1987 (40ª edição) | Barbara Hershey                                                                          | Ruth                                                                      | Shy People                                                                |  |
| 1988 (41ª edição) | Empate Barbara Hershey Jodhi May Linda Mvusi                                             | Diana Roth Molly Roth Elsie                                               | A World Apart                                                             |  |
| 1989 (42ª edição) | Meryl Streep                                                                             | Lindy Chamberlain ‡                                                       | A Cry in the Dark                                                         |  |
| 1990 (43ª edição) | Krystyna Janda                                                                           | Tonia                                                                     | Przesluchanie                                                             |  |
| 1991 (44ª edição) | Irène Jacob                                                                              | Weronika / Véronique                                                      | A Dupla Vida de Véronique                                                 |  |
| 1992 (45ª edição) | Pernilla August                                                                          | Anna Åkerblom Bergman                                                     | Den goda viljan                                                           |  |
| 1993 (46ª edição) | Holly Hunter                                                                             | Ada McGrath †                                                             | The Piano                                                                 |  |
| 1994 (47ª edição) | Virna Lisi                                                                               | Catherine de Medici                                                       | La Reine Margot                                                           |  |
| 1995 (48ª edição) | Helen Mirren                                                                             | Sofia Carlota ‡                                                           | The Madness of King George                                                |  |
| 1996 (49ª edição) | Brenda Blethyn                                                                           | Cynthia Rose Purley ‡                                                     | Secrets & Lies                                                            |  |
| 1997 (50ª edição) | Kathy Burke                                                                              | Valerie                                                                   | Nil by Mouth                                                              |  |
| 1998 (51ª edição) | Empate Élodie Bouchez Natacha Régnier                                                    | Isabelle Tostin Marie Thomas                                              | La vie rêvée des anges                                                    |  |
| 1999 (52ª edição) | Empate Séverine Caneele Émilie Dequenne                                                  | Dominio Rosetta                                                           | L'humanité Rosetta                                                        |  |
| 2000 (53ª edição) | Björk                                                                                    | Selma Ježková                                                             | Danser i Mørket                                                           |  |
| 2001 (54ª edição) | Isabelle Huppert                                                                         | Erika Kohut                                                               | La pianiste                                                               |  |
| 2002 (55ª edição) | Kati Outinen                                                                             | Irma                                                                      | Mies vailla menneisyyttä                                                  |  |
| 2003 (56ª edição) | Marie-Josée Croze                                                                        | Nathalie                                                                  | Les Invasions barbares                                                    |  |
| 2004 (57ª edição) | Maggie Cheung                                                                            | Emily Wang                                                                | Clean                                                                     |  |
| 2005 (58ª edição) | Hanna Laslo                                                                              | Hanna                                                                     | Free Zone                                                                 |  |
| 2006 (59ª edição) | Empate Penélope Cruz Carmen Maura Lola Dueñas Chus Lampreave Blanca Portillo Yohana Cobo | Raimunda ‡ Irene Soledad Agustina Paula Tía Paula                         | Volver                                                                    |  |
| 2007 (60ª edição) | Jeon Do-yeon                                                                             | Lee Shin-ae                                                               | Milyang                                                                   |  |
| 2008 (61ª edição) | Sandra Corveloni                                                                         | Cleusa                                                                    | Linha de Passe                                                            |  |
| 2009 (62ª edição) | Charlotte Gainsbourg                                                                     | She                                                                       | Antichrist                                                                |  |
| 2010 (63ª edição) | Juliette Binoche                                                                         | Elle                                                                      | Copie Conforme                                                            |  |
| 2011 (64ª edição) | Kirsten Dunst                                                                            | Justine                                                                   | Melancolia                                                                |  |
| 2012 (65ª edição) | Empate Cristina Flutur Cosmina Straton                                                   | Alina Voichita                                                            | Dupã dealuri                                                              |  |
| 2013 (66ª edição) | Bérénice Bejo                                                                            | Marie Brisson                                                             | Le passé                                                                  |  |
| 2014 (67ª edição) | Julianne Moore                                                                           | Havana Segrand                                                            | Maps to the Stars                                                         |  |
| 2015 (68ª edição) | Empate Rooney Mara Emmanuelle Bercot                                                     | Therese Belivet ‡ Marie-Antoinette Jézéquel                               | Carol Mon Roi                                                             |  |
| 2016 (69ª edição) | Jaclyn Jose                                                                              | Rosa                                                                      | Ma' Rosa                                                                  |  |
| 2017 (70ª edição) | Diane Kruger                                                                             | Katja Sekerci                                                             | Aus dem Nichts                                                            |  |
| 2018 (71ª edição) | Samal Yeslyamova                                                                         | Ayka                                                                      | Ayka                                                                      |  |
| 2019 (72ª edição) | Emily Beecham                                                                            | Alice Woodard                                                             | Little Joe                                                                |  |
| 2020 (73ª edição) | Festival cancelado devido à Pandemia de COVID-19, nenhum prêmio entregue.                | Festival cancelado devido à Pandemia de COVID-19, nenhum prêmio entregue. | Festival cancelado devido à Pandemia de COVID-19, nenhum prêmio entregue. |  |
| 2021 (74ª edição) | Renate Reinsve                                                                           | Julie                                                                     | Verdens verste menneske                                                   |  |
| 2022 (75ª edição) | Zar Amir Ebrahimi                                                                        | Arezoo Rahimi                                                             | Holy Spider                                                               |  |
| 2023 (76ª edição) | Merve Dizdar                                                                             | Nuray                                                                     | Kuru Otlar Üstüne                                                         |  |
| 2024 (77ª edição) | Empate Karla Sofía Gascón Selena Gomez Adriana Paz Zoë Saldaña                           | Emilia Perez Jessi del Monte Epifanía Flores Rita Mora Castro             | Emilia Pérez                                                              |  |
| 2025 (78ª edição) | Nadia Melliti                                                                            | Fatima                                                                    | La Petite Dernière                                                        |  |

### Galeria

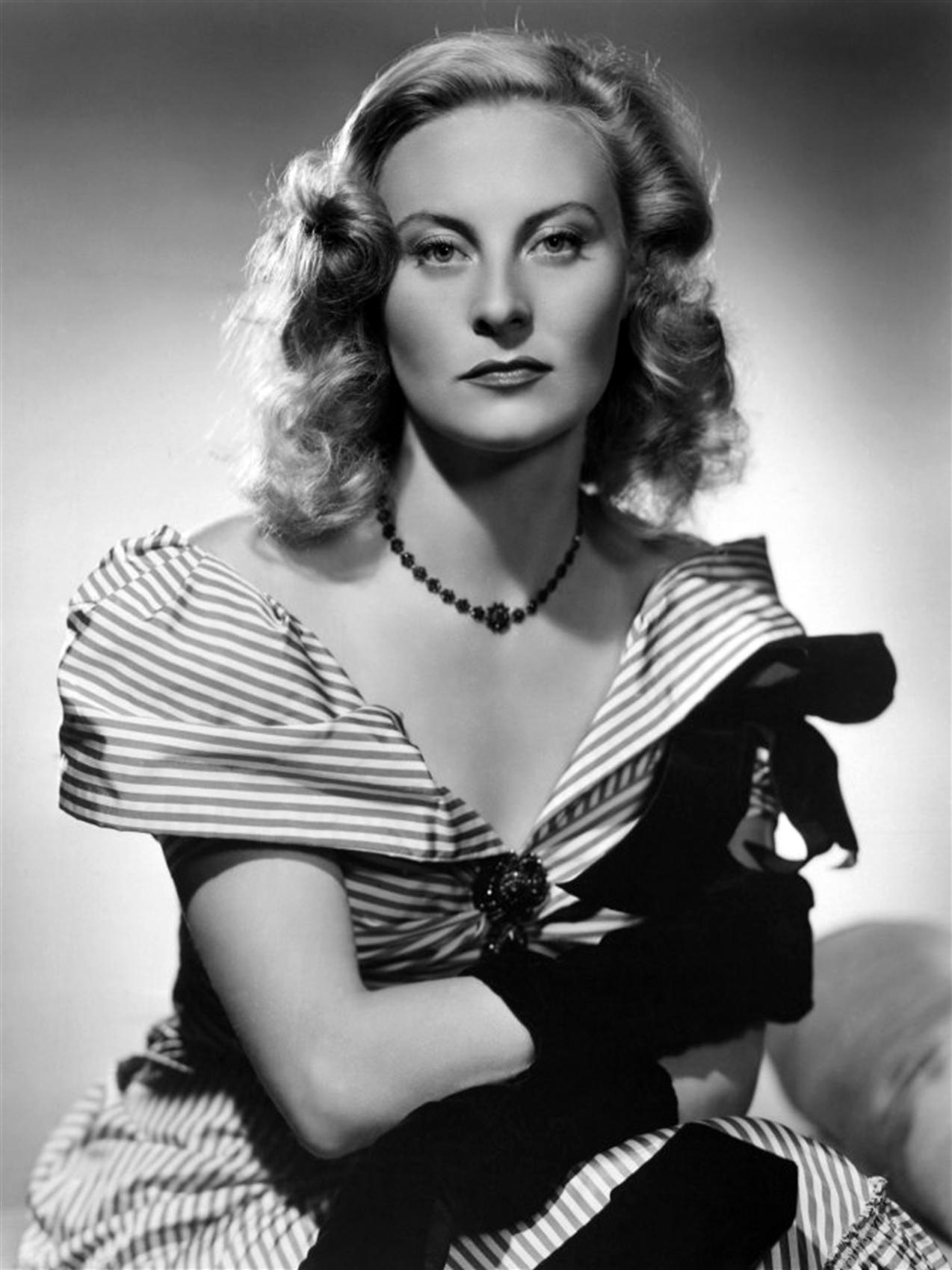
Michèle Morgan, premiada em 1946, por La Symphonie Pastorale.
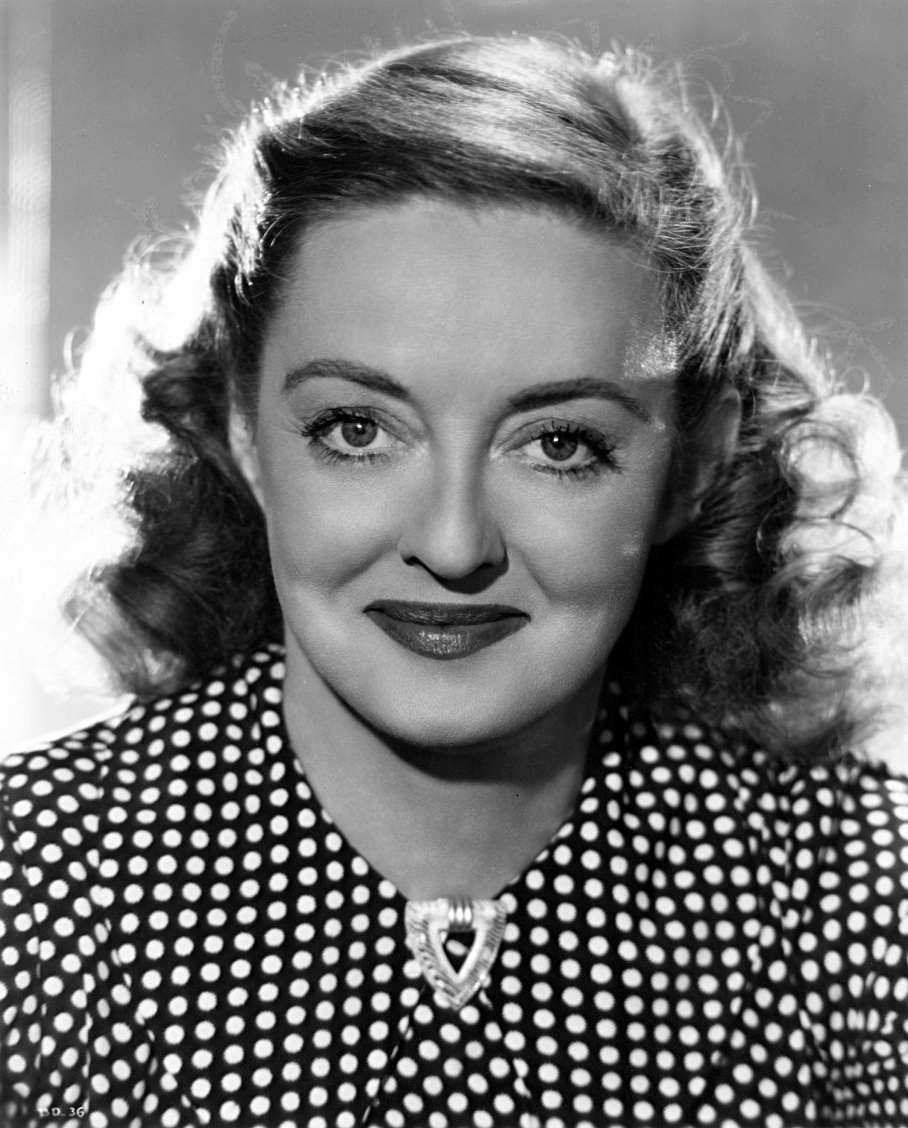
Bette Davis, premiada em 1951, por All About Eve.
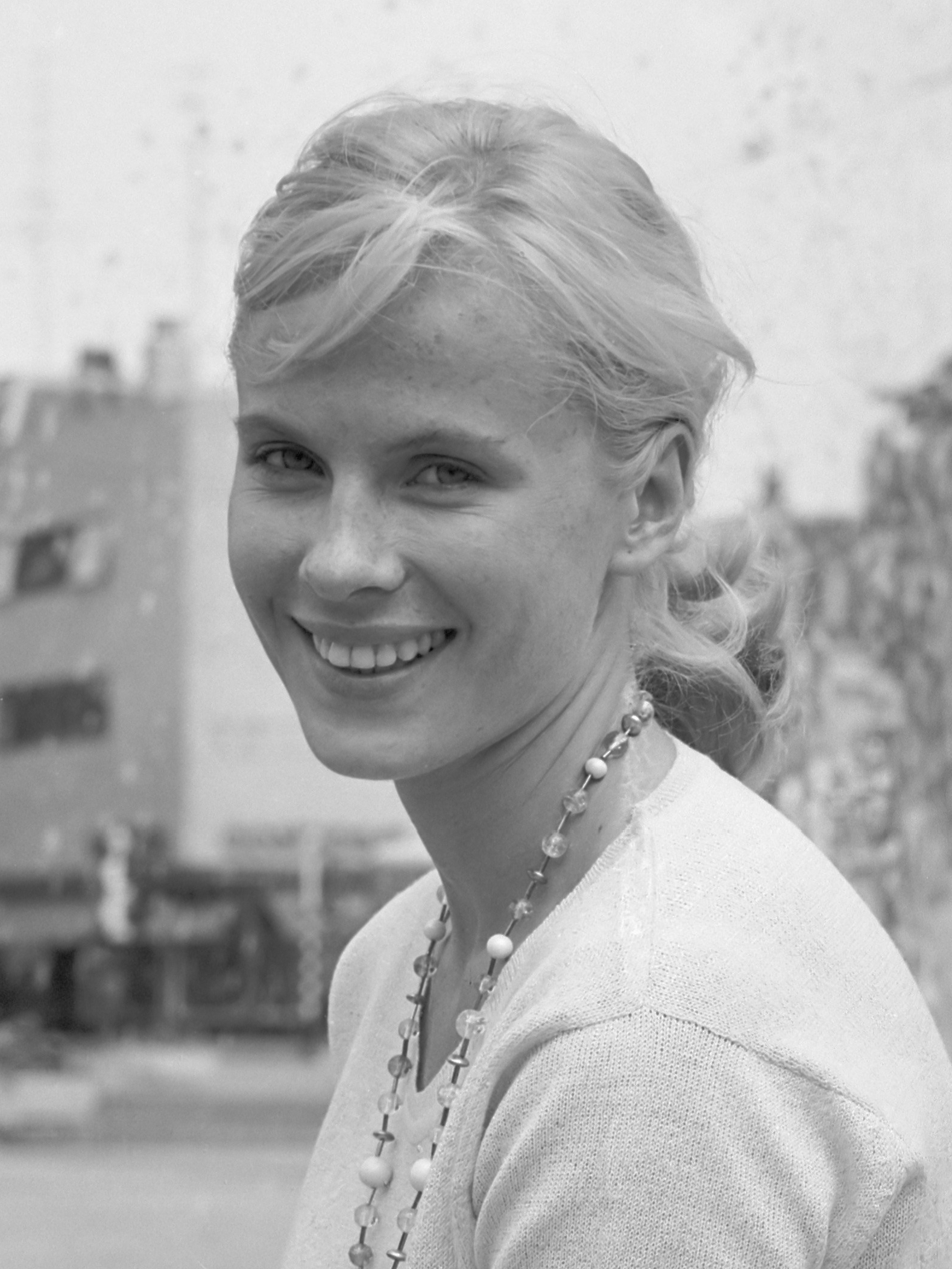
Bibi Andersson, premiada em 1958, por Nära livet.
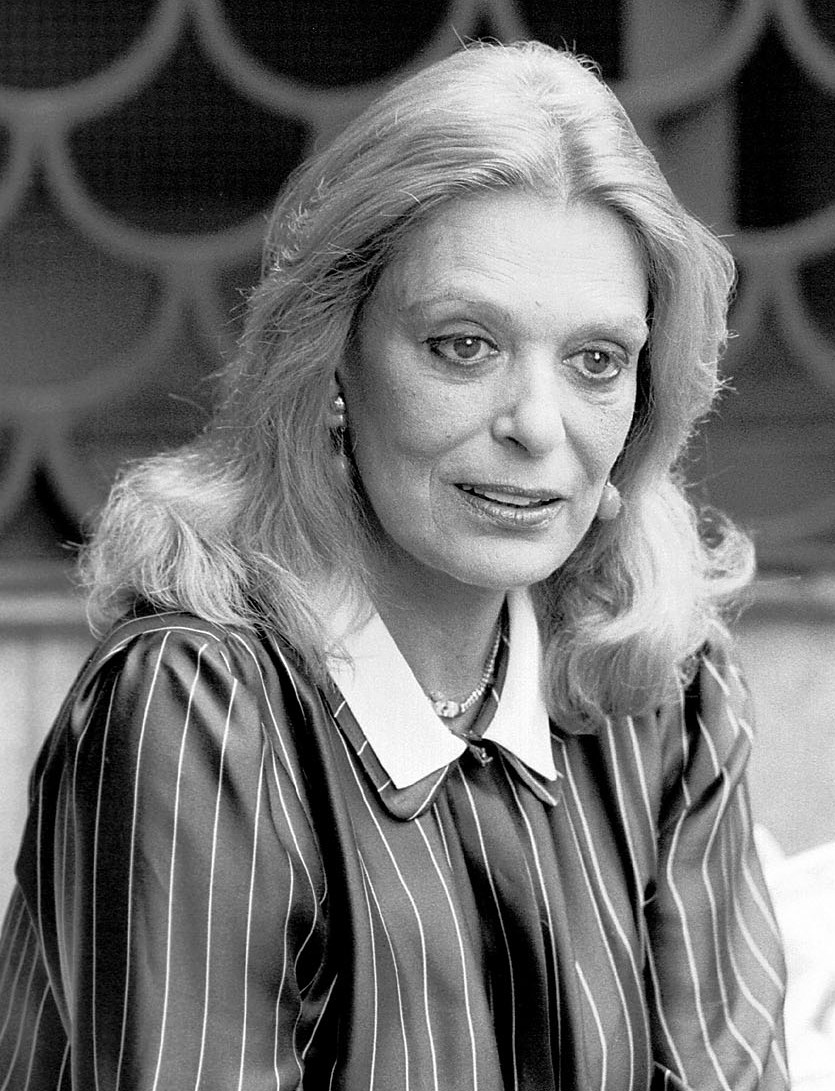
Melina Mercouri, premiada em 1960, por Never on Sunday.
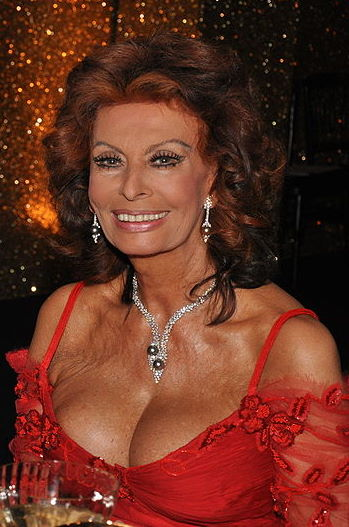
Sophia Loren, premiada em 1961, por La ciociara.
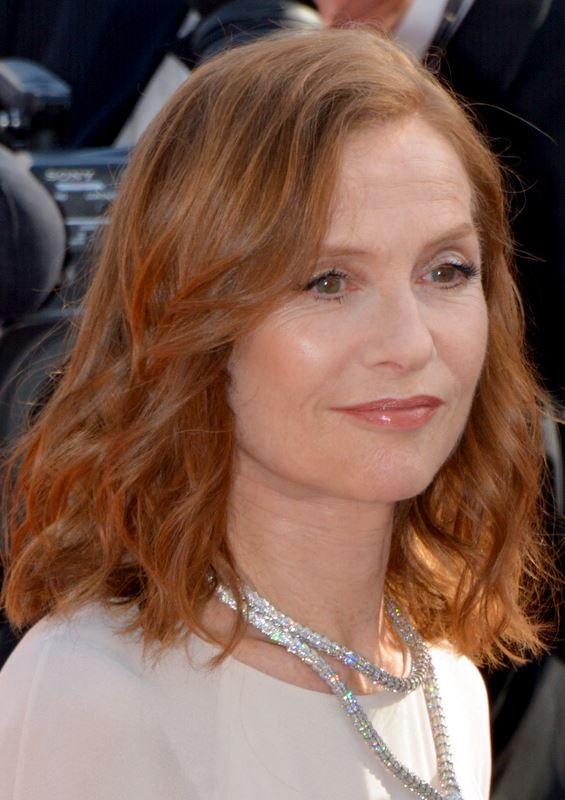
Isabelle Huppert, premiada em 1978, por Violette Nozière, e em 2001, por La pianiste.
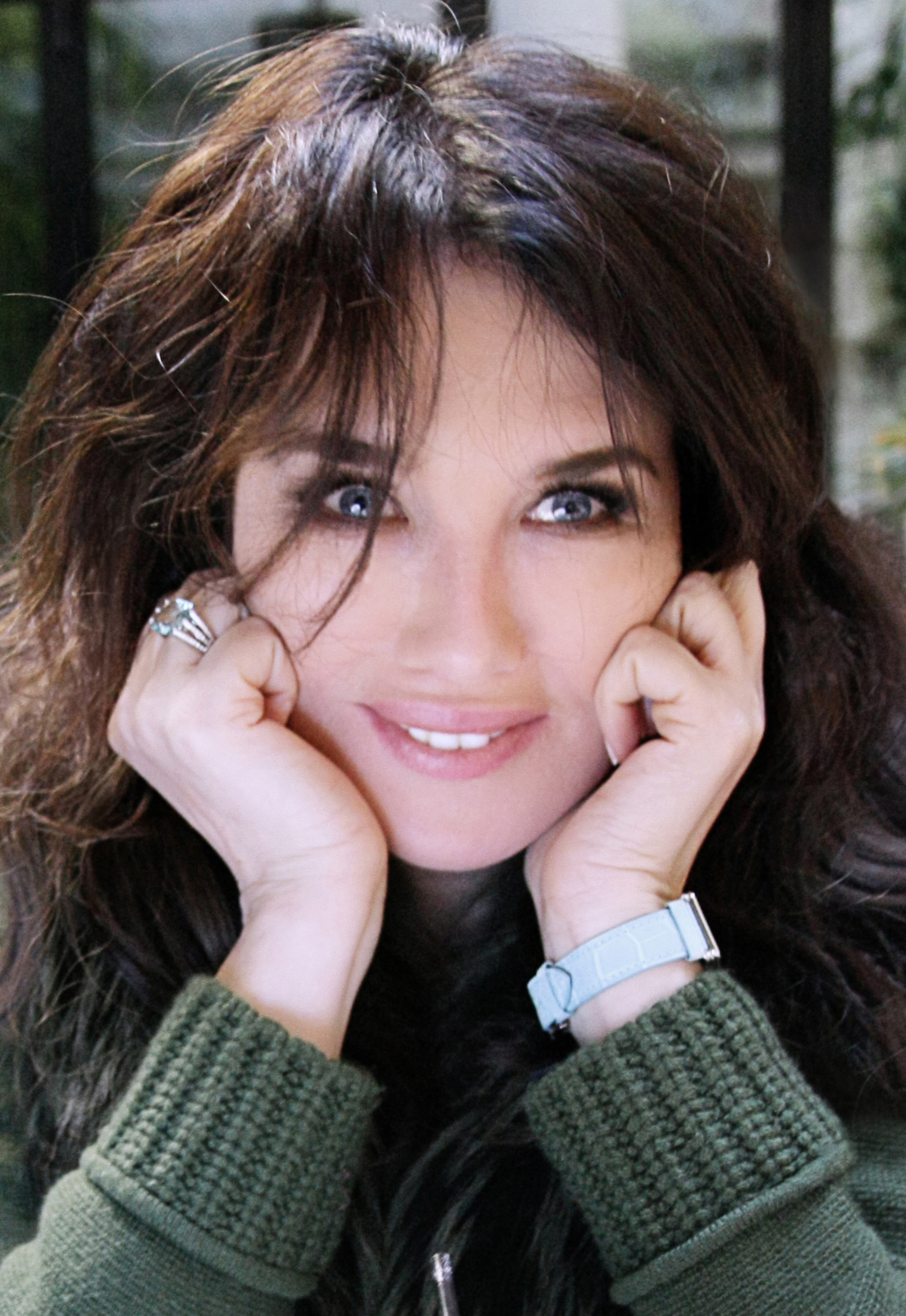
Isabelle Adjani, premiada em 1981, por Quartet e Possession.
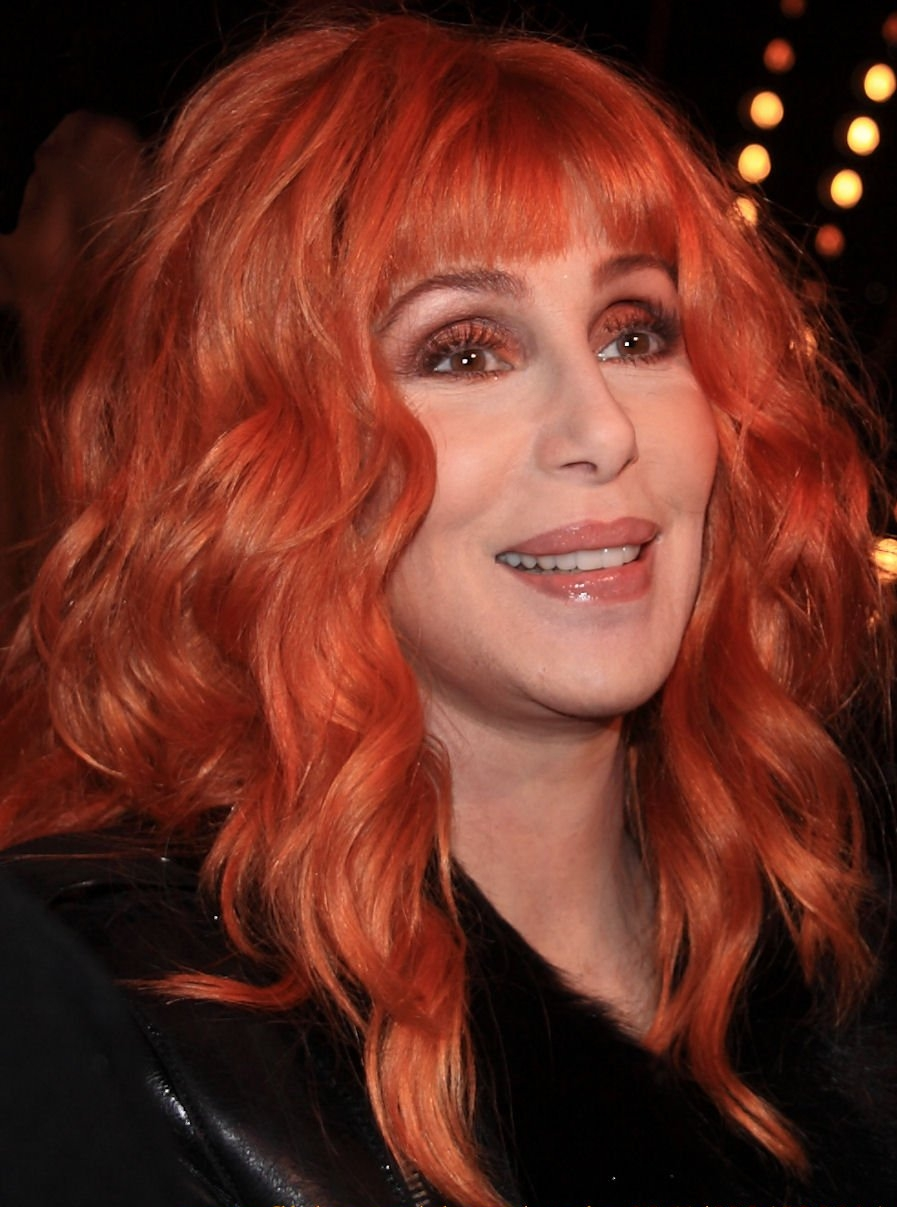
Cher, premiada em 1985, por Mask.
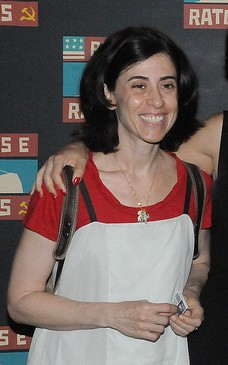
Fernanda Torres, premiada em 1986, por Eu Sei que Vou Te Amar.
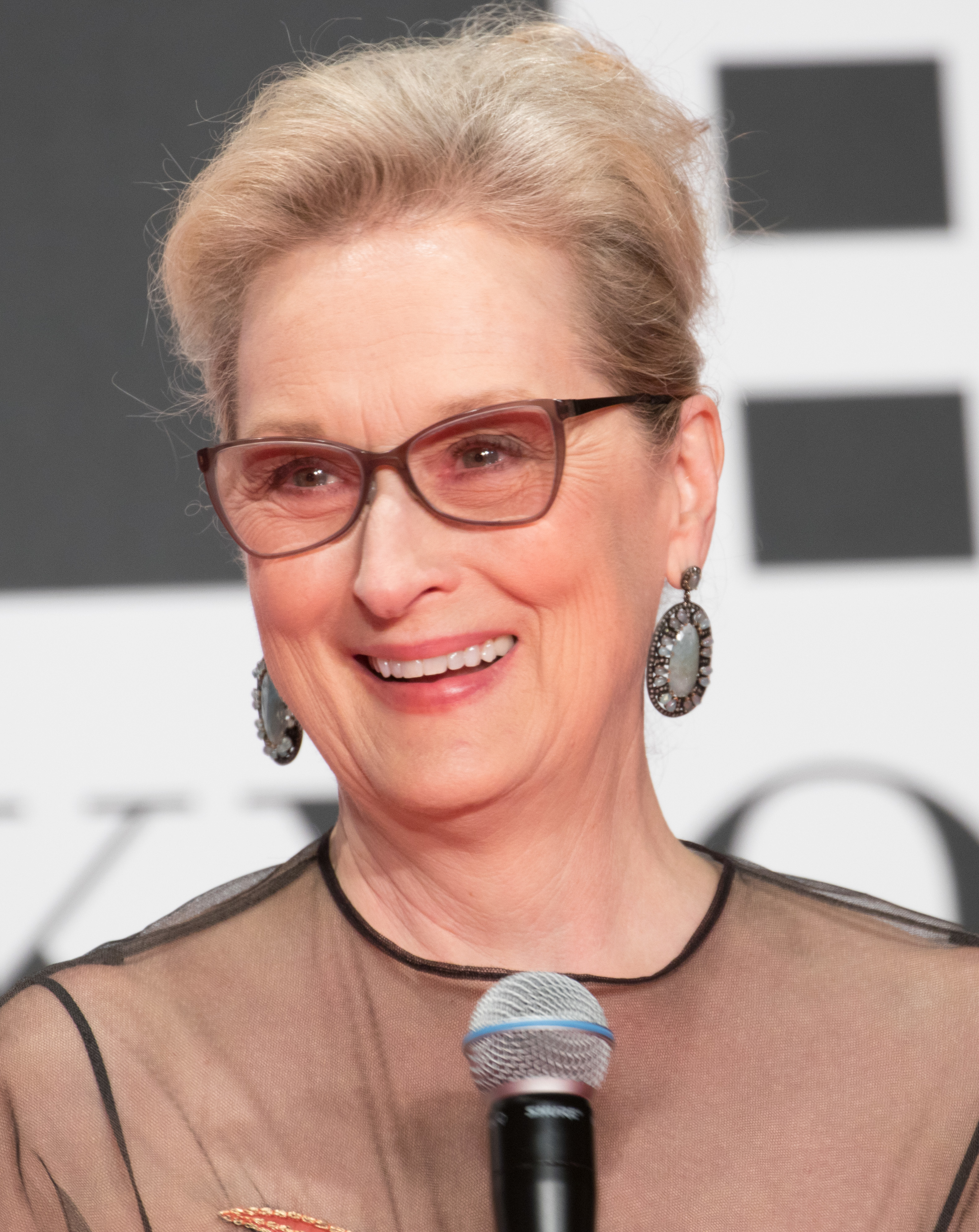
Meryl Streep, premiada em 1989, por A Cry in the Dark.
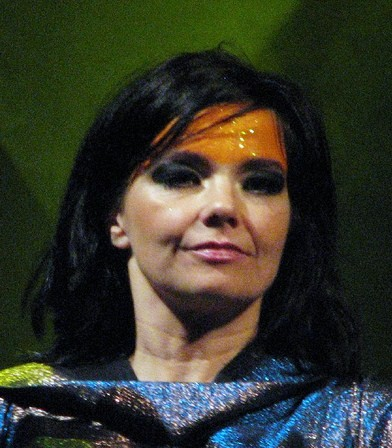
Björk, premiada em 2000, por Danser i Mørket.
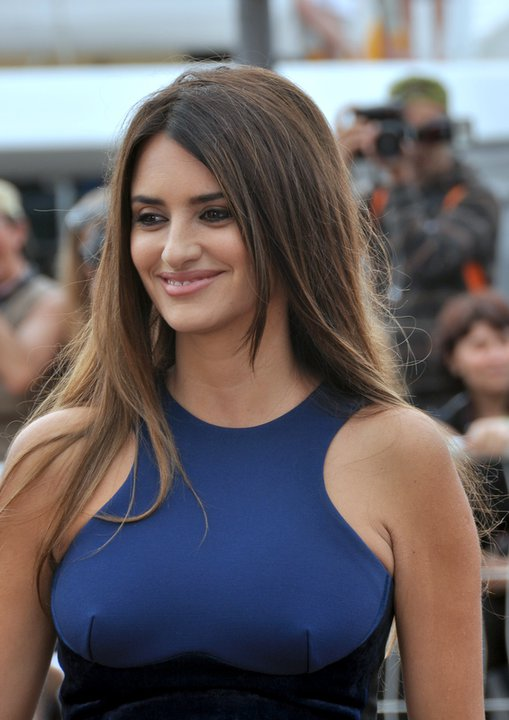
Penélope Cruz, premiada em 2006, por  Volver.
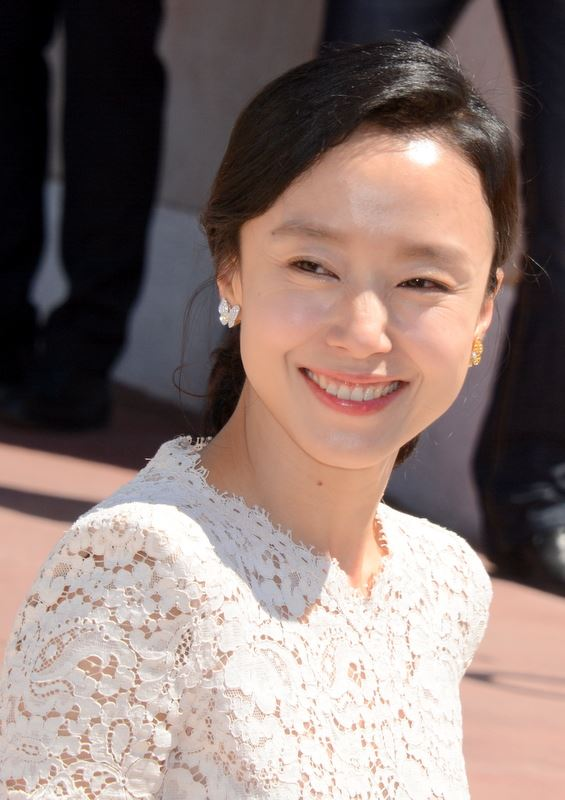
Jeon Do-yeon, premiada em 2007, por Milyang.
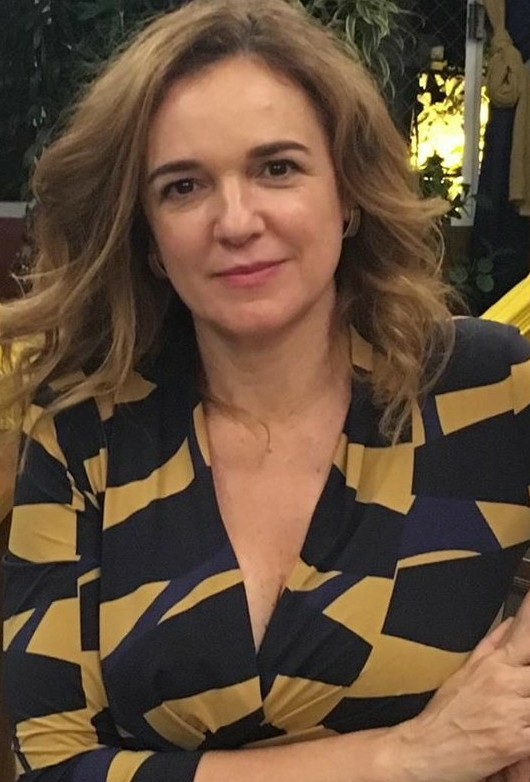
Sandra Corveloni, premiada em 2008, por Linha de Passe.
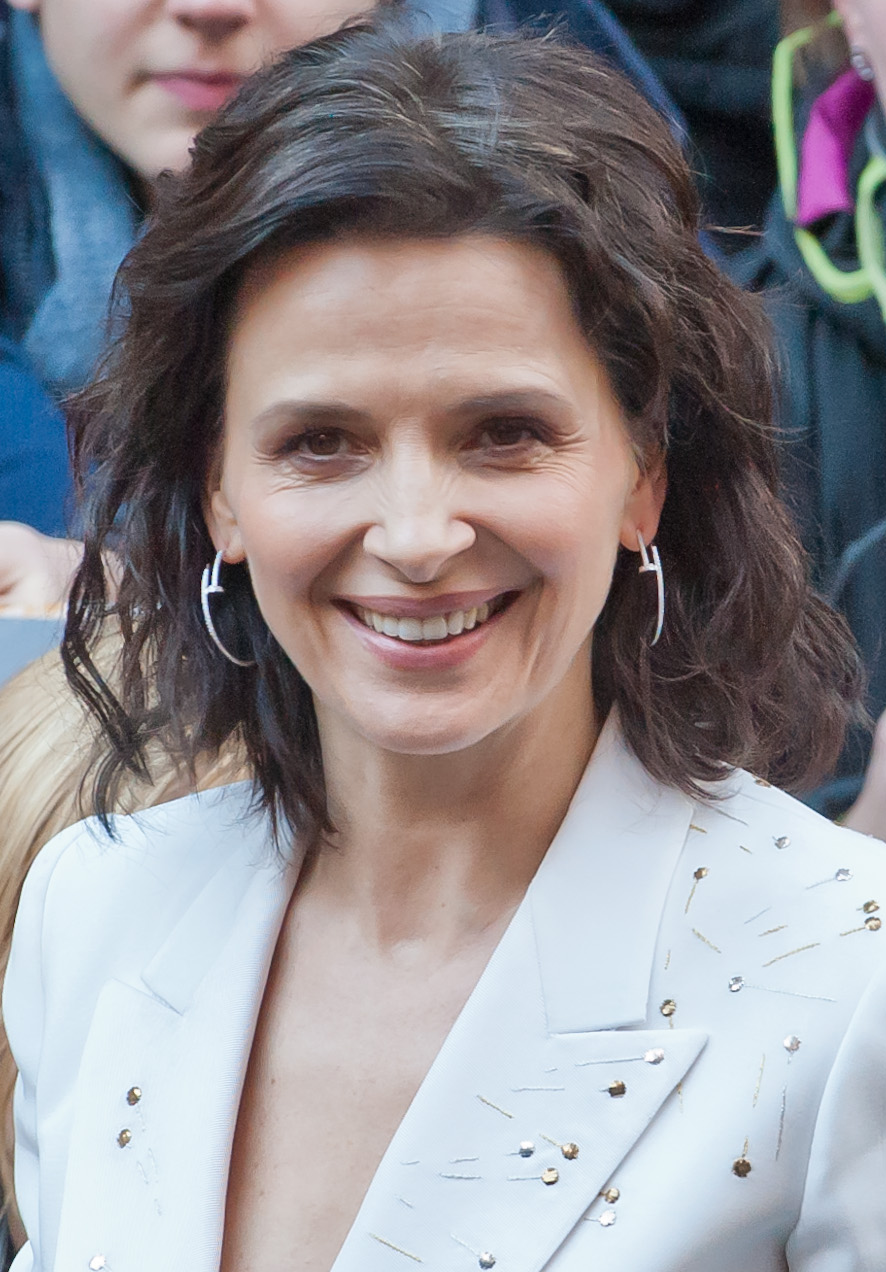
Juliette Binoche, premiada em 2010, por Copie Conforme.
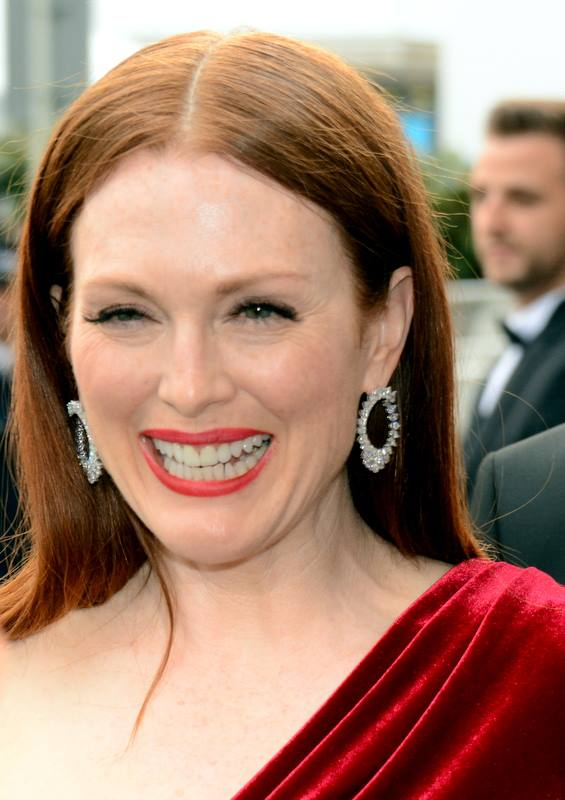
Julianne Moore, premiada em 2014, por Maps to the Stars.
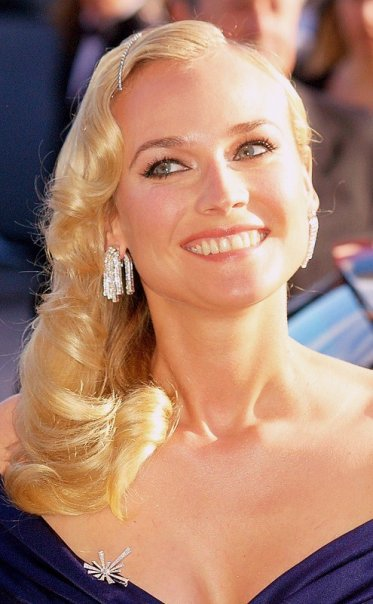
Diane Kruger, premiada em 2017, por Aus dem Nichts.
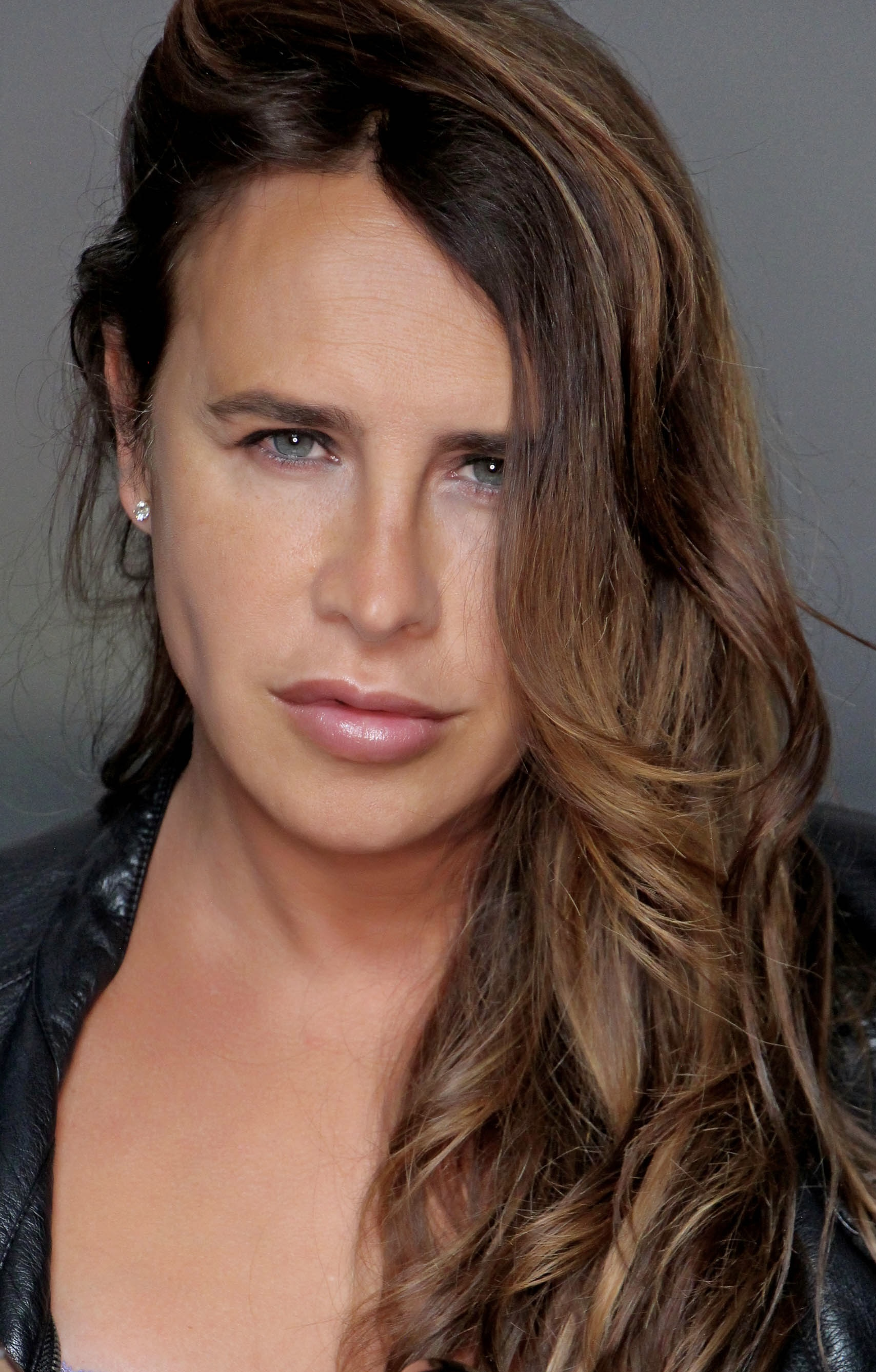
Karla Sofía Gascón, premiada em 2024, por Emilia Pérez.